# Gran maestro

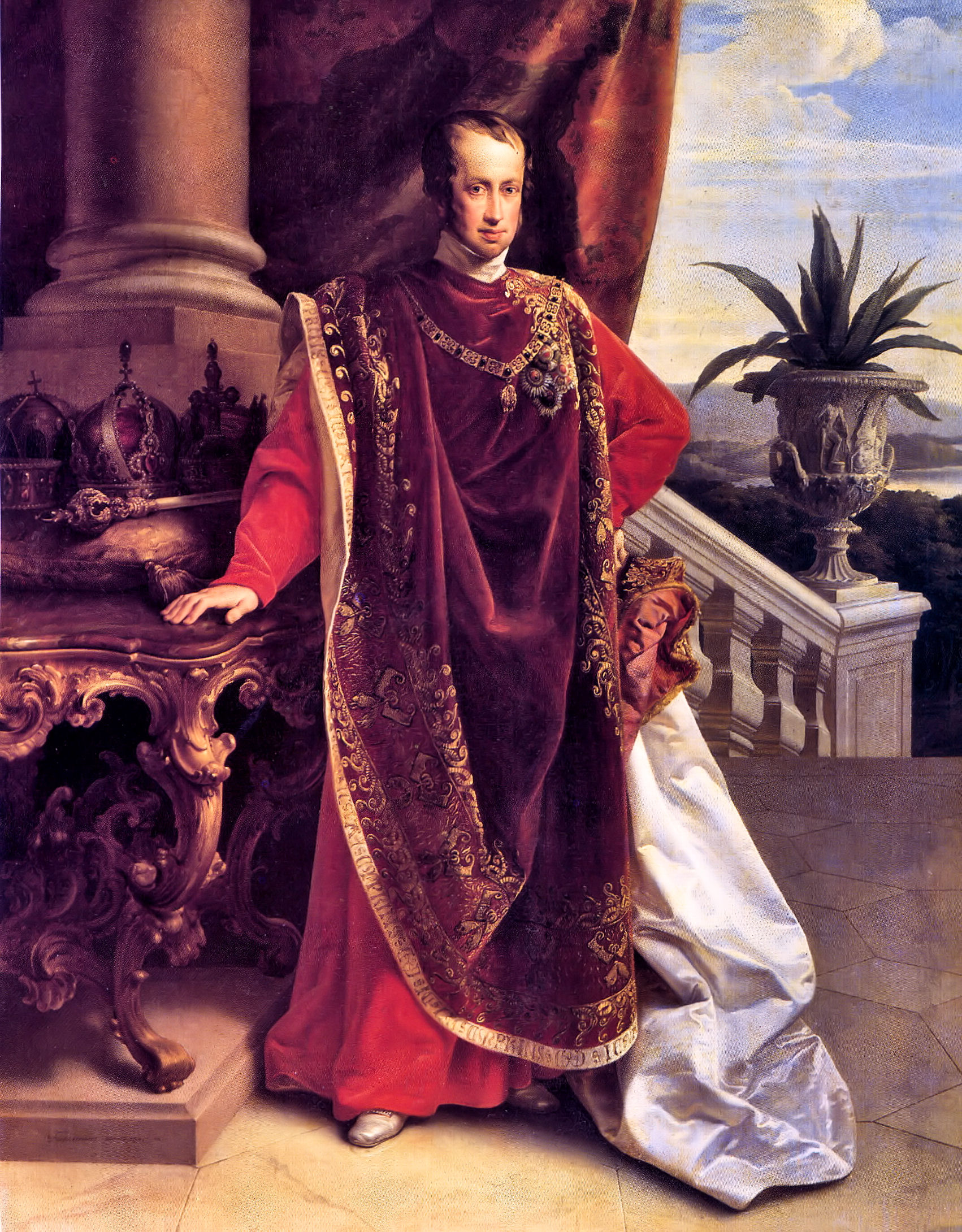
L'Imperatore Ferdinando I d'Austria nelle vesti di Gran Maestro dell'Ordine del Toson d'oro

Gran maestro o grammaestro è il titolo tipico che porta il più alto membro nella gerarchia di un ordine cavalleresco o militare. Nelle monarchie è automaticamente il sovrano nei casi di ordini dinastici nazionali. Rappresenta inoltre il vertice gerarchico all'interno della gerarchia massonica.

## Ordini militari e monastici
La figura risale all'epoca medievale, in cui il sapere muratorio, di natura pratica ma anche rivestito di un alone magico-divino, era detenuto dalle corporazioni di arti e mestieri, a capo delle quali vi era un Maestro costruttore.
Negli ordini monastico-militari come i Cavalieri Teutonici e i Cavalieri portaspada, il Gran maestro era a capo di una piramide gerarchica di carattere militare e feudale, che poteva essere considerata uno "stato nello stato", specialmente nel contesto crociato in senso lato (quindi non solo il Medio Oriente degli Stati crociati, ma anche la Spagna della reconquista e i territori ancora pagani sul Baltico).
Se a un ordine era garantita la dignità di stato indipendente (e quindi considerato unanimemente sovrano), ne derivava che il gran maestro era anche capo dello stato (se all'interno del Sacro Romano Impero era Reichsfürst) e capo del governo, e anche un vero e proprio principe ecclesiastico come nel caso dell'Ordine teutonico e dei Cavalieri Ospitalieri.
Il titolo maggiore per i Cavalieri templari era invece quello più semplice di Maestro, nonostante la sua autorità fosse equiparabile a quella dei Gran Maestri degli altri ordini. La denominazione di «Gran maestro dell'Ordine templare» compare solo verso la fine del XIII secolo. Si suppone che i Templari abbiano appreso la sapienza dell'arte muratoria grazie ai fervidi scambi culturali con i musulmani durante le crociate in Terra Santa.
Poiché la maggior parte dei ordini attuali sono essenzialmente una distinzione d'onore, spesso un monarca sovrano detiene il titolo di Gran Maestro di uno o più ordini, o lo concede a un principe del sangue, di solito l'erede al trono, che in altri casi appartiene all'Ordine medesimo ma con un rango inferiore.

## Massoneria

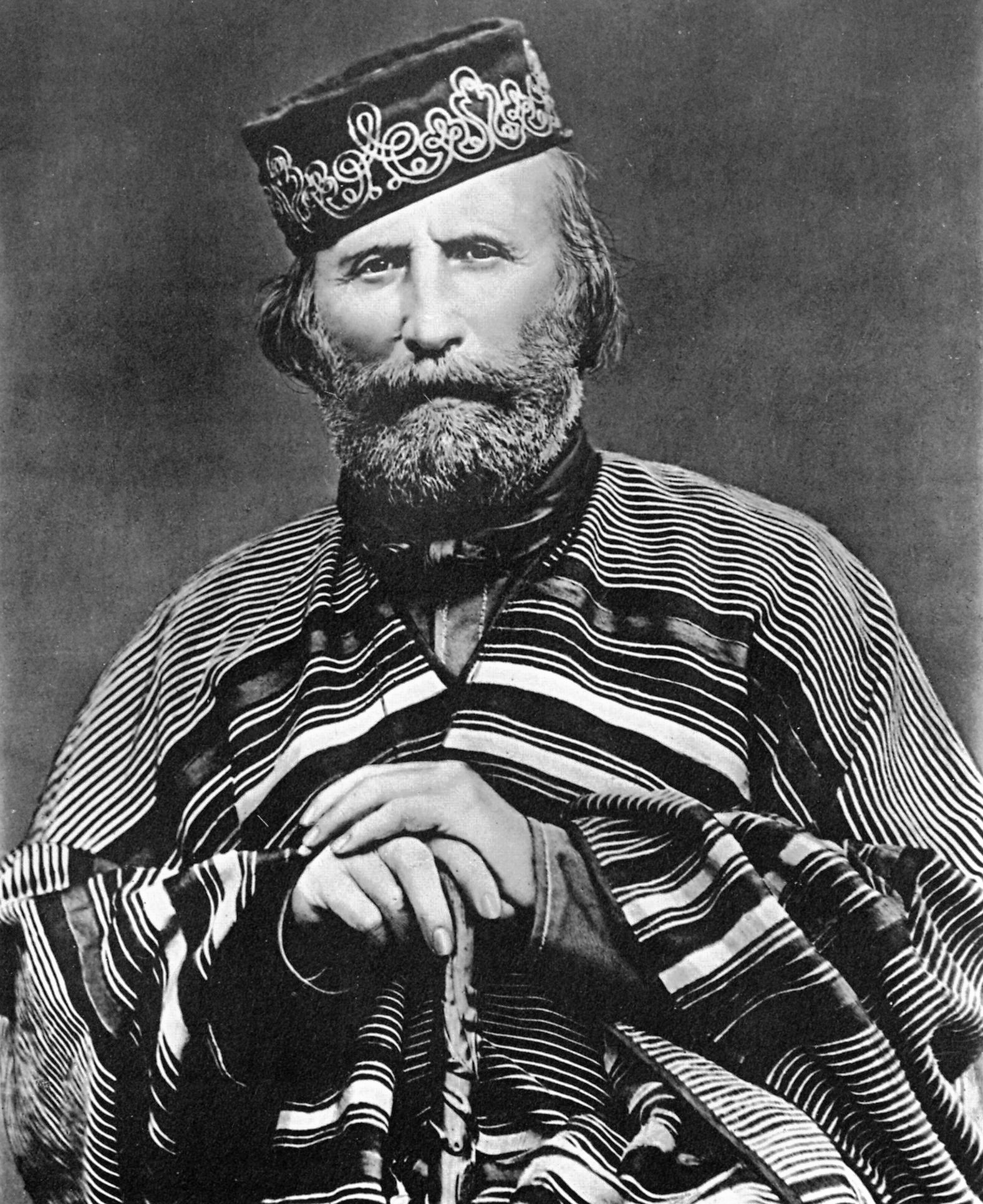
Giuseppe Garibaldi, Gran Maestro del G.O.I. nel 1864

Negli ordini massonici il Gran maestro è al vertice della piramide gerarchica. Diverge dalla figura del Maestro venerabile che è a capo delle singole logge, anche se talora può assumere questo ruolo. Il Gran maestro rappresenta l'Ordine massonico di una nazione, formato da più logge, presso le Comunioni massoniche estere e i profani.
All'interno del Grande Oriente d'Italia, ad esempio, come stabilito dall'art. 23 della Costituzione del G.O.I., egli gode di autorità «sacra ed inviolabile» e ha funzione di garanzia di governo della Comunione massonica italiana. È il custode della Tradizione Iniziatica. 
Il Gran Maestro del G.O.I. è Stefano Bisi, quello dell'Ordine Le Droit Humain è René Motro, mentre quello della Gran Loggia D'Italia è Luciano Romoli, il Gran Maestro del Rito Egizio Tradizionale è Domenico Vittorio Ripa Montesano, il Gran Maestro dell'Ordine Massonico Tradizionale Italiano è Luigi Pruneti.